# شكوى رئيسية
تُمثل الشكوى الرئيسية (بالإنجليزية: chief complaint)‏ أو الشكوي المقدمة (بالإنجليزية: presenting complaint)‏ الخطوة الثانية في عملية أخذ التاريخ الطبي، وهي عبارة عن بيان موجز يصف سبب إجراء اللقاء الطبي، سواء كان عرضًا، مشكلةً، حالةً، تشخيصًا أو توصيات الطبيب بالعودة مرة أخرى، أو أي عامل آخر يتسبب في إجراء اللقاء الطبي. حيث تساعد تعليقات المريض الأولية الطبيب أو الممرضة أو أي متخصص رعاية صحية آخر على تشكيل التشخيص التفريقي.
ينصح طلاب الطب باستخدام الأسئلة المفتوحة حول الشكوى المقدمة للحصول على مزيد من المعلومات، ثم القيام بتحليل الشكوى الرئيسية عبر أسالة محددة عن تفاصيلها (وقت الحدوث، المدة الزمنية، العواميل المثيرة، العوامل المريحة، موضوع الأمل وطبيعيتة .... وغيرها).

## انتشار
يُمكن لتجمع البيانات حول الشكاوى الرئيسية أن يكون مفيدًا في معالجة قضايا الصحة العامة. وهناك شكاوى معينة تكون أكثر شيوعًا في بعض الأماكن وبين بعض المجموعات السكانية عن غيرها. ويُعتبر الإعياء أحد أكثر الأسباب العشرة الأكثر شيوعا لرؤية الطبيب.  أما في أماكن الرعاية الوجيزة، مثل غرف الطوارئ، فإن التقارير تُشير إلى أن ألم الصدر من بين أكثر الشكاوى الرئيسية شيوعًا، وأكثرها شيوعًا ألم البطن. أما من بين سكان دار المسنين الذين يسعون للعلاج في المستشفى، فتُمثل الأعراض التنفسية، الحالة النفسية المضطربة، أعراض الجهاز الهضمي، والسقوط أكثر الأسباب شيوعاً.